# Not Waving But Drowning
Not Waving But Drowning è un film del 2012 scritto e diretto da Devyn Waitt.